# Parasteatoda tepidariorum
Theridion des serres
Espèce
Synonymes
- Theridium tepidariorum C. L. Koch, 1841
- Theridion pallidum Walckenaer, 1841
- Theridion vulgare Hentz, 1850
- Theridium marmoreum Holmberg, 1876
- Theridium varium Urquhart, 1886
- Theridium tepidariorum australe Thorell, 1895

Parasteatoda tepidariorum, le Theridion des serres est une espèce d'araignées aranéomorphes de la famille des Theridiidae.

## Distribution
Cette espèce se rencontre en Asie.
Elle a été introduite au Canada, aux États-Unis, en Amérique du Sud, en Europe, au Maroc, à Sainte-Hélène, en Afrique du Sud, aux Seychelles et en Nouvelle-Zélande.

## Habitat
Dès sa description à partir d'une population observée à Erlangen en Allemagne, C. L. Koch suppose que l'espèce est allochtone du fait de sa présence quasi-exclusive dans des serres tropicales(d'où son nom français).

## Description
Les mâles mesurent de 3,5 à 6,5 mm et les femelles de 3,5 à 7,5 mm.

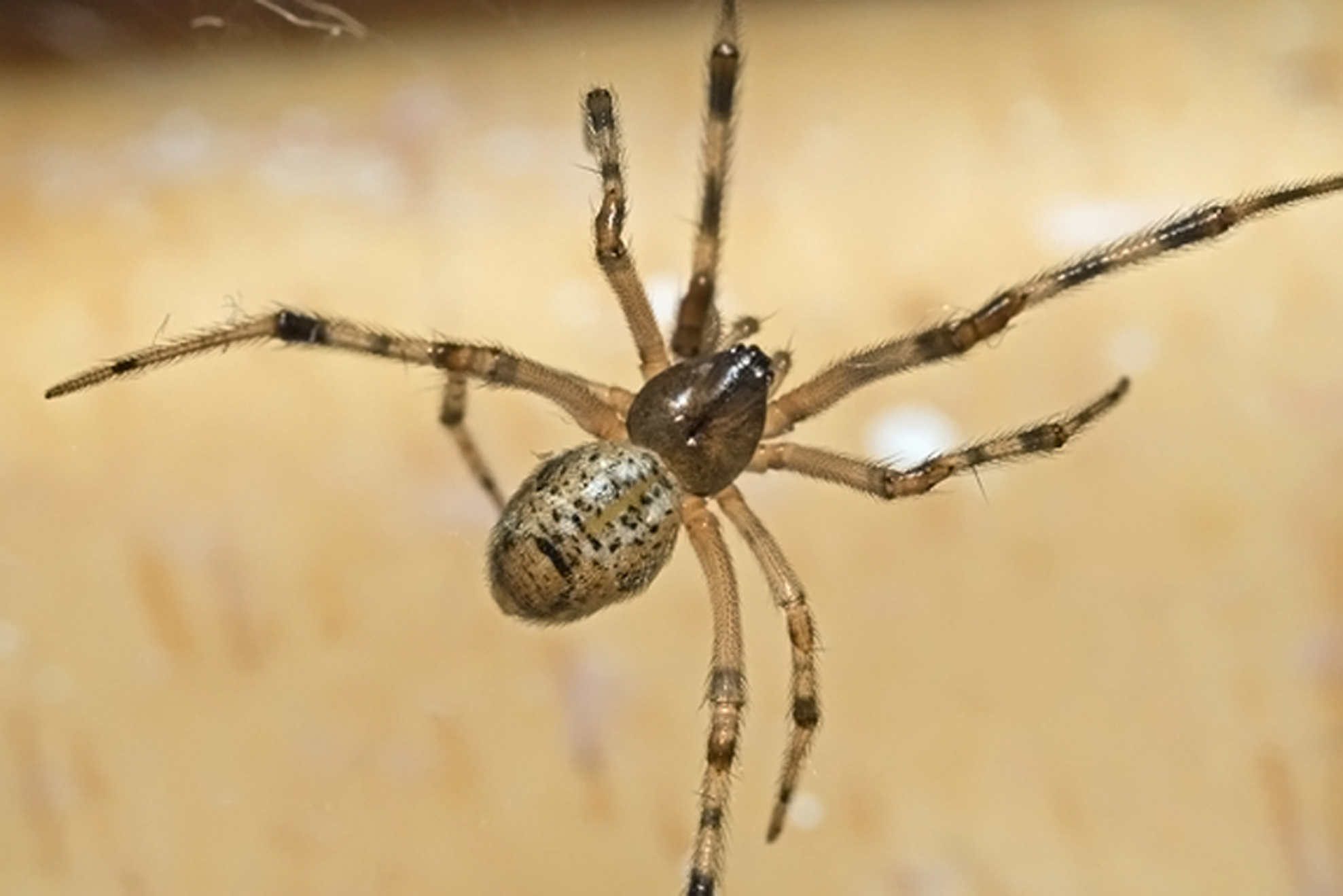
Parasteatoda tepidariorum ♀

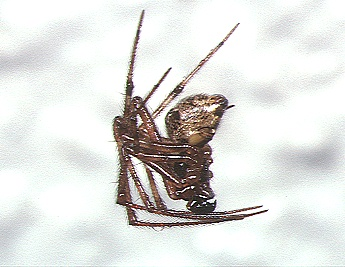
Parasteatoda tepidariorum ♂

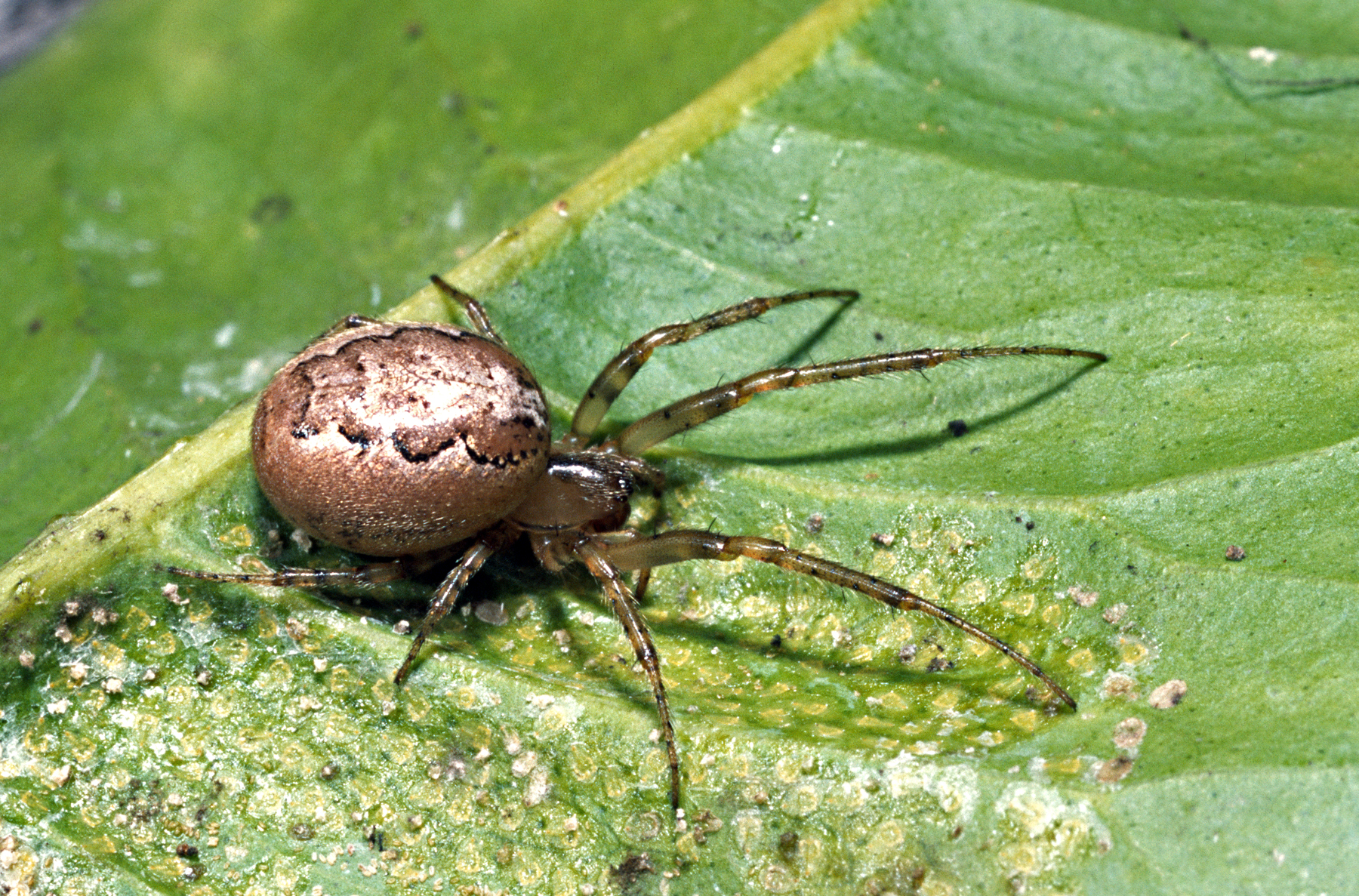
Parasteatoda tepidariorum

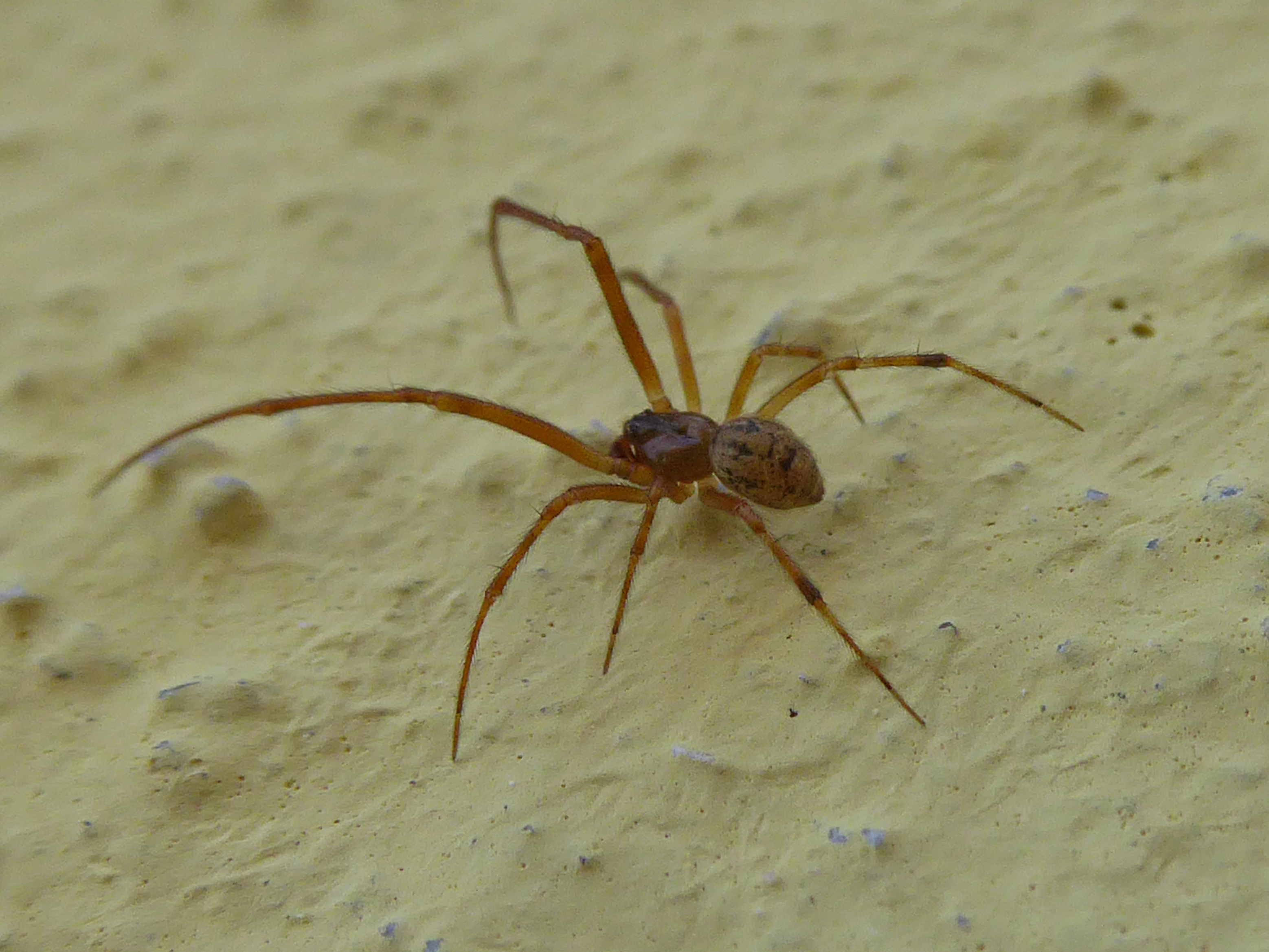
Parasteatoda tepidariorum

Parasteatoda tepidariorum ♀

Parasteatoda tepidariorum ♂

Brunâtre et tachetée, Parasteatoda tepidariorum possède des pattes annelées et un abdomen plus haut que long.

## Liste des sous-espèces
Selon World Spider Catalog (version 26, 26/04/2025) :
- Parasteatoda tepidariorum australis (Thorell, 1895)
- Parasteatoda tepidariorum tepidariorum (C. L. Koch, 1841)

## Étymologie
L'épithète spécifique tepidariorum fait référence au tepidarium, une pièce chaude des termes romains, l'espèce ne se rencontrant en Europe que dans des espaces chauffés artificiellement (les observations en extérieur existent mais elles sont rares).

## Recherche scientifique
A l'occasion d'une étude publiée en 2025, une équipe de chercheurs allemands ont modifié, à l'aide de l'outil CRISPR-Cas9, le génome de l'araignée Parasteatoda tepidariorum, afin de lui faire produire un fil de soie de couleur rouge,. 

## Systématique et taxinomie
Cette espèce a été décrite sous le protonyme Theridion tepidariorum par C. L. Koch en 1841. Elle est placée dans le genre Parasteatoda par Archer en 1946, dans le genre Achaearanea par Levi en 1955 puis dans le genre Parasteatoda par Saaristo en 2006.
C'est l'espèce type du genre Parasteatoda.
Theridion vulgare a été placée en synonymie par Emerton en 1876.
Theridium marmoreum a été placée en synonymie par Keyserling en 1884.
Theridium varium a été placée en synonymie par Urquhart en 1892.
Theridion pallidum a été placée en synonymie par Chamberlin et Ivie en 1944.

## Publications originales
- C. L. Koch, 1841 : Die Arachniden. Nürnberg, vol. 8, p. 41-131 (texte intégral).
- Thorell, 1895 : Descriptive catalogue of the spiders of Burma, based upon the collection made by Eugene W. Oates and preserved in the British Museum. London, p. 1-406 (texte intégral).